# 竹昇麵

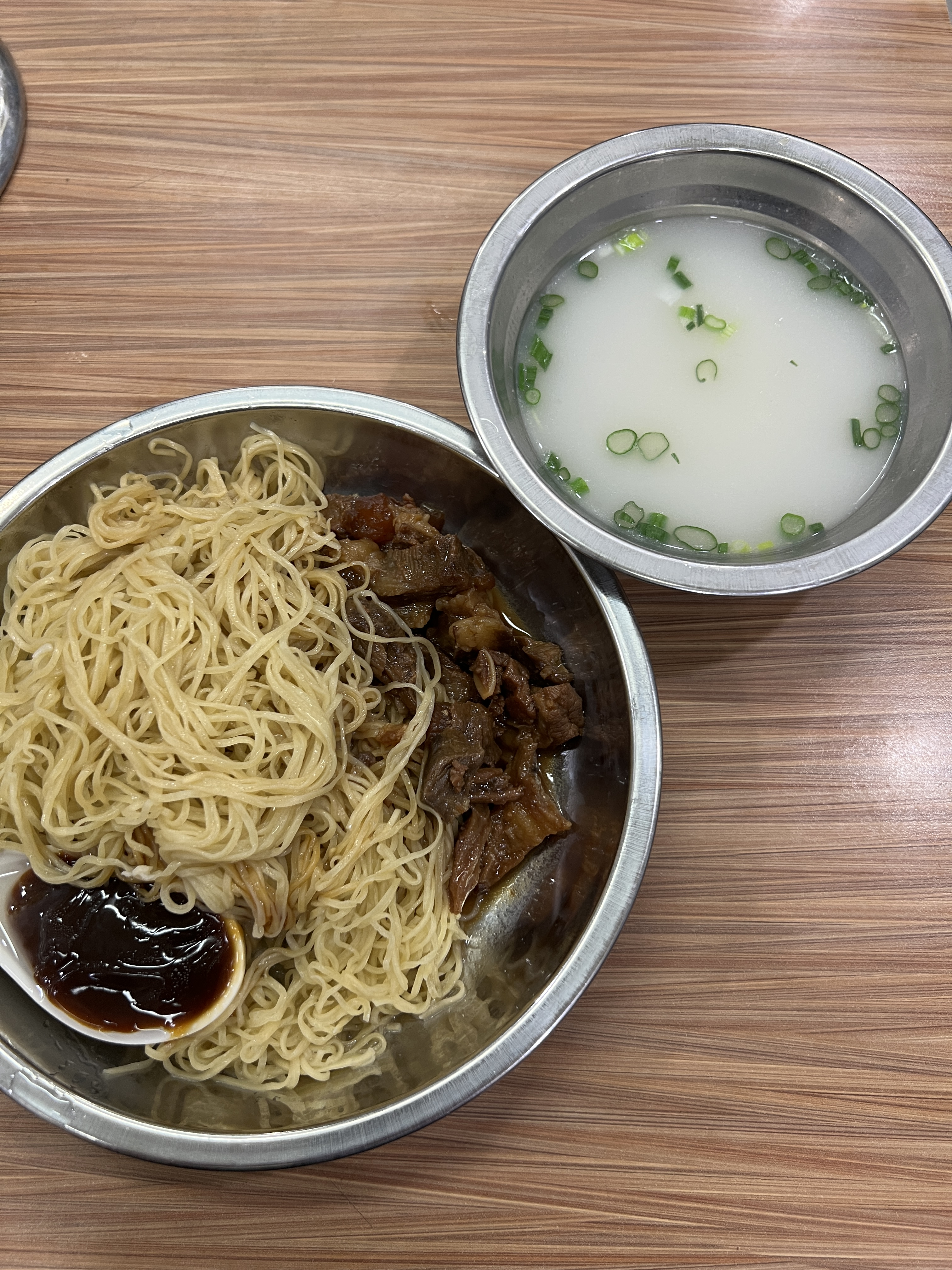
牛腩捞竹昇麵

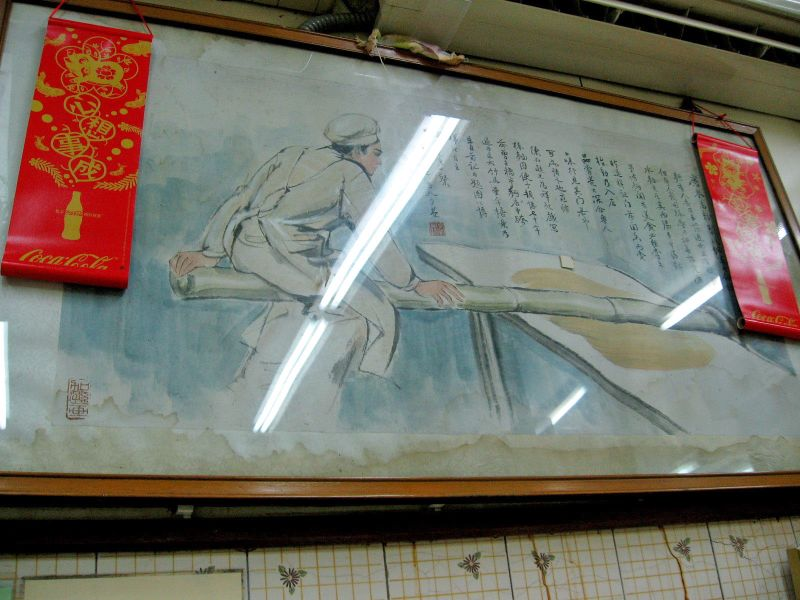
描述竹昇麵製作過程的書畫

竹昇麵，是使用竹竿（廣東人因「竿」与「降」諧音不吉利而改稱「昇」）壓製的麵條，多是用鴨蛋做的全蛋麵（又叫銀絲麵）、擔桿麵，為香港、澳門、广东、广西、贵州等地區的餛飩麵的常用麵條，口感脆而筋道。竹昇麵師傅坐在竹昇（一杆大茅竹竿）的一端，以身體重量重複用力下壓竹昇另一端下的麵團，使密度加大，口感更爽口，每次打麵工序需花約30分鐘。麵團壓薄後再切成麵條。而且在水中煮麵时要用猛火加熱。
有說法指竹昇麵起源自清朝末年的廣州西關。而其種類亦分做兩種，一種是加入鴨蛋及鹼水的竹昇麵。另一種則是全用雞蛋製造。前者加入鹼水的製作方法可使麵質更有口感；後者則令麵質較為爽身且使到雞蛋的香味更濃。
打麵工序費時費力，現時逐漸由機器取代，使竹昇麵製作時間和成本大大減低，手打的竹昇麵已經日漸式微，亦使打麵技藝傳承成為行內面對的難題。
2014年，香港政府將打麵技術列入「香港非物質文化遺產清單」。